# いつか二人で/I will take you
「いつか二人で/I will take you」（いつかふたりで/アイ・ウィル・テイク・ユー）は、日本の女性歌手、hiroの14枚目のシングル。

## 解説
- 2006年8月23日にSONIC GROOVEよりリリースされた。hiroの両A面シングルは本作が唯一である。
- CDのみ、CD+DVDの2形態で発売された。DVDには2曲のPVとメイキング映像が収録されている。二形態での発売は、2005年8月5日発売の「clover」以来2度目である。
- 松竹系映画『バックダンサーズ!』（hiro主演）の主題歌・挿入歌としてそれぞれ用いられた。
- PVは、『バックダンサーズ!』本編中のカットが織り交ぜられたものとなっている。
- 『バックダンサーズ! Original Soundtrack』には、劇中で陣内孝則扮するスチールクレイジー・ジョージとデュエットした「いつか二人で (Live ver.)」が収録されている。
- なお、hiro名義では本作を最後にCDシングルを発表していない（2013年に島袋寛子としてリリース）。
- 2023年3月に発売されたベストアルバム『UTAUTAI』に「いつか二人で」「I will take you」共に収録された。

## 収録曲

### CD
1. いつか二人で (4:57)
作詞：Kozo Nagayama　作曲・編曲：Sin
松竹系映画『バックダンサーズ!』主題歌
2. I will take you (4:05)
作詞：Yu Misaki　作曲・編曲：Ryosuke Imai　弦編曲：Ryosuke Imai & Mio Okamura
松竹系映画『バックダンサーズ!』挿入歌
3. いつか二人で (NS LateTime Remix) (6:02)
4. I will take you (TinyVoice's Acoustic Groove Remix) (4:32)
5. いつか二人で (Instrumental) (4:57)
6. I will take you　(Instrumental) (4:06)

### DVD
1. いつか二人で Music Clip
2. I will take you Music Clip
3. いつか二人で/I will take you Music Clip Making

## カタログ
- DVD付:AVCD-16108 ￥1,950
- CDのみ:AVCD-16109 ￥1,100